# Кальбум
Кальбум (шум. ka-al-bu-um) — правитель (энси) древнего шумерского города Киша, правил в XXVI веке до н. э..
Имя Кальбум относится не к шумерскому, а аккадскому языку и в буквальном переводе означает «Собака» (аккад. kalbu). Находился в подчинении у правителя Акшака Зузу. Вместе с последним, Кальбум выступил против энси Лагаша Эанатума, но союзники потерпели поражение в результате чего Киш был захвачен войсками лагашского правителя.